# Luciano De Crescenzo
Luciano De Crescenzo (Nàpols, 18 d'agost de 1928 – Roma, 18 de juliol de 2019) va ser un escriptor, guionista, actor i presentador de televisió italià. Treballà com a enginyer fins a l'èxit del seu primer llibre Così parlò Bellavista el 1977 que li va conferir notorietat i li permeté d'accedir al món artistic.

## Obres
- Così parlò Bellavista (1977)
- Raffaele (1978)
- La Napoli di Bellavista (1979)
- Zio Cardellino  (1981)
- Storia della filosofia greca. I presocratici (1983)
- Storia della filosofia greca. Da Socrate in poi (Les Grands philosophes de la Grèce antique : les présocratiques, de Socrate à Plotin) (1984)
- Oi dialogoi (1985)
- Vita di Luciano De Crescenzo scritta da lui medesimo (1989)
- Elena, Elena, amore mio (1991)
- Il dubbio (1992)
- Croce e delizia (1993)
- Socrate (1993)
- I miti degli dei (1993)
- Panta rei (1994)
- Ordine e disordine (1996)
- Nessuno (1997)
- Sembra ieri (1997)
- Il tempo e la felicità (1998)
- Le donne sono diverse (1999)
- La distrazione (2000)
- Tale e quale (2001)
- Storia della filosofia medioevale (2002)
- Storia della filosofia moderna. Da Niccolò Cusano a Galileo Galilei (2003)
- Storia della filosofia moderna. Da Cartesio a Kant (2004)
- I pensieri di Bellavista (2005)
- Il pressappoco (2007)
- Il caffè sospeso. Saggezza quotidiana in piccoli sorsi (2008)
- Ulisse era un Fico (2010)
- Tutti santi me compreso (2011)
- Fosse 'a Madonna! (2012)
- Garibaldi era comunista (2013)
- Gesù è nato a Napoli (2013)
- Ti porterà fortuna. Guida insolita di Napoli (2014)